# 859

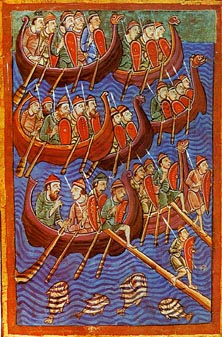
Vikingen ondernemen een expeditie naar de Middellandse Zee (859-862)

Het jaar 859 is het 59e jaar in de 9e eeuw volgens de christelijke jaartelling.

## Gebeurtenissen

### Europa
- Keizer Lodewijk II, heerser van het Frankische Roomse Rijk, bemiddelt in het conflict tussen zijn rivaliserende ooms Lodewijk de Duitser en Karel de Kale. Hij weet met steun van de bisschoppen de vrede in het Frankische Rijk te herstellen. De Synode van Savonnières (omgeving van Tours) kiest unaniem zijn zijde. Lodewijk stemt toe in onderhandelingen.
- Zomer - De Viking-hoofdmannen Hastein en Björn Järnsida varen met een vloot (62 schepen) vanaf de rivier de Loire de Atlantische Oceaan op en ondernemen een expeditie naar het westelijke Middellandse Zeegebied. Onderweg plunderen ze in Al-Andalus (huidige Spanje) de steden Algeciras en Sevilla.
- Koning Ordoño I van Asturië wint een veldslag tegen de Moren nabij de stad Albelda (Noord-Spanje).

### China
- 7 september - Keizer Xuān Zong (Li Chen) overlijdt na een regeerperiode van 13 jaar. Hij wordt opgevolgd door zijn zoon Yi Zong als heerser van het Chinese Keizerrijk.

## Geboren
- Rudolf I, koning van Opper-Bourgondië (waarschijnlijke datum)

## Overleden
- 7 september - Xuān Zong (49), keizer van het Chinese Keizerrijk